# Битва при Фейрфакс-Кортгауз
Битва при Фейрфакс-Кортгаузі (англ. Battle of Fairfax Court House) — порівняно незначне бойове зіткнення Громадянської війни в США, яке відбулося 1 червня 1861 року на території Фейрфакс-Кортгаузу (будівля окружного суду та околиці), штат Вірджинія. Вважається першим боєзіткненням громадянської війни. У перестрілці вперше загинув офіцер Армії Конфедерації і вперше був поранений польовий офіцер.
Федеральне командування відправило у розвідку загін регулярної кавалерії під командуванням лейтенанта Томпкінса з метою виявлення розташування частин супротивника. У Фейрфаксі вони застали зненацька вірджинське ополчення капітана Джона Марра і захопили декілька полонених. Марр був вбитий під час перестрілки і командування на себе прийняв колишній губернатор Вірджинії Вільям Сміт, який випадково опинився у районі боєзіткнення. Під його керівництвом вірджинці відбили атаку федерального загону.
Результат боєзіткнення при Фейрфакс-Кортгаузі вважається нічийним, оскільки федерали не змогли отримату необхідну інформацію і були змушені відкласти наступ на Ричмонд. Пізніше лейтенанта Томпкінса звинувачували у порушенні наказу, хоча сам наказ був недостатньо конкретним.

## Передісторія
31 травня 1861 року приблизно 210 вірджинських ополченців зайняли містечко Фейрфакс-Кортгауз, що знаходився на відстані біля 22 кілометрів від Вашингтона. Цей загін складався з двух рот кавалерії (120 вершників, роти Prince William cavalry і Rappahannock cavalry) і 90 піхотинців - це була рота, відома як Warrenton Rifles під командуванням капітана Джона Марра. Ці малодосвідчені війська були підпорядковані підполковнику Річардові Юеллу, який щойно звільнився з армії США, де був капітаном кавалерії. Юелл щойно прибув до містечка і зустрів декого з офіцерів, однак ще не був представлений рядовим. Ніхто не очікував на федеральний наступ, тому вночі були виставлені лише два сторожові пікети. Цей невеликий вірджинській загін мав прикривати напрямок на Манассас, де збиралася армія Конфедерації.
У той же день бригадний генерал федеральної армії Девід Гантер віддав усний наказ лейтенанту Чарльзу Томпкінсу з 2-го кавалерійського полку регулярної армії, згідно з яким Томпкінс мав виявити кількість вірджинських військових у регіоні та їх розташування. Приблизно о 22:30 Томпкінс очолив федеральний загін чисельністю, за різними даними, від 50 до 86 осіб і вирушив з табору Кемп-Юніон біля населеного пункту Фолз-Чьорч (Вірджинія) у напрямку Фейрфаксу. 

## Битва
Вранці 1 червня, приблизно о 03:00, один з рядових пікету на прізвище Френсіс, прибіг до Фейрфаксу з криком, що супротивник наступає. У той же час другий рядовий пікету, Флоренс, вже був захоплений у полон. Деякі з рядових роти «Prince William cavalry» намагалися вишикуватись у бойову лінію, але коли федеральний загін підійшов до містечка дорогою Фолз-Чьорч-Роуд, кавалерія конфедератів відступила, втративши чотирьох людей полоненими. Капітан Джон Марр вивів своїх людей у поле на захід від Методистської церкви і вишикував їх у дві бойових лінії. Кавалеристи Півдня, відступаючи, тікали в бік загону Марра; піхотинці цього загону у темряві сприйняли кавалеристів за супротивника і відкрили по ним вогонь, зробивши декілька пострілів. Один кавалерист був при цьому поранений. Вершники загону Rappahannock cavalry у той день майже не мали зброї і зовсім не мали набоїв, тому і відступили при появі федерального загону.
За одними даними, побачивши федеральну кавалерію, Марр запитав: «Чия кавалерія?», після чого пролунали декілька пострілів і Марр впав мертвим. За іншими, він шукав зручну позицію для своїх людей, відійшов вбік від лінії піхоти і був там вбитий - у підсумку ніхто не знав, де він знаходиться і що з ним сталося. Його тіло пізніше було знайдене у полі. У 1893 році Чарльз Томпкінс був нагороджений Медаллю Пошани за те, що він «застрелив ворожого капітана».
Федеральна кавалерія проскакала через містечко, стріляючи в усі сторони. Існує думка, що один з кавалеристів поцілив у плече людину, що виходила з готелю, і цїєю людиною виявився підполковник Юелл. Достовірне місце поранення Юелла невідоме, однак Юелл став першим польовим офіцером Конфедерації, що був поранений у ту війну. (Федеральний полковник Елон Еллсворт був вбитий раніше, 24 травня, але у небойовій обстановці).
Колишній губернатор Вірджинії Вільям Сміт у той час знаходився у Фейрфаксі. Він щойно звільнився з Конгресу і прямував з Вашингтона до Уоррентона. Сміт колись брав участь у наборі уорренгтонської роти і знав в обличчя багатьох рядових. Незважаючи на відсутність бойового досвіду, Сміт прийняв командування ротою. Незабаром до нього приєднався Юелл. Побачивши Сміта, що командував піхотою, Юелл запитав: "Здається, сер, Ви заперечуєте мої повноваження?". Сміт відповів: "Так, сер, до тих пір, поки переконаюся, що Ви маєте на них право". Після цього він представив Юелла піхотинцям.
Юелл вишикував біля 40 людей між готелем та будівлею суду (або єпископальною церквою) і на цій позиції вони відбили атаку федералів, які намагалися прорватися назад з західної сторони містечка. Однак, позиція не була зручною, тому Сміт відвів піхоту до дерев'яної огорожі. Мешканці містечка теж почали стріляти у федералів, через що Томпкінс сильно переоцінив чисельність супротивника.
Після невдалої першої спроби федерали атакували вдруге, але і ця атака була відбита. Після третьої, також невдалої спроби прориву, федеральні солдати обійшли містечко полем і повернулися до свого табору більш довгим шляхом.